# Kliment Nastoski
Kliment Nastoski (makedonsko Kлимент Настоски), makedonski nogometaš, * 20. april 1987, Ohrid, SR Makedonija, SFRJ (danes Republika Makedonija).

## Življenjepis
Rojen je v  Ohridu. Z nogometom se je začel ukvarjati pri 7 letih v domačem FK Ohridu,nato pa so ga nekaj let kasneje odkrili pri srbskem nogometnem velikanu Partizanu iz Beograda,kjer je preživel 4 leta.Svojo prvo profesionalno pogodbo pa je podpisal s srbskim klubom Dinamo Vranje. Od januarja leta 2010 do konca jesenskega dela sezone 2010/11 je bil tudi član slovenskega drugoligaša  iz  Krškega. Doslej je igral v  8  državah za 10 klubov. Trenutno je član Švicarskega tretjeligaša Old Boys iz mesta Basel.

## Klubska kariera
| Sezona    | Klub               | Država               | Liga | Nastopov | Golov |
| --------- | ------------------ | -------------------- | ---- | -------- | ----- |
| 2006-2007 | Dinamo Vranje      | Srbija               | III  | 17       | 1     |
| 2007-2009 | Pobeda Prilep      | Makedonija           | I    | 39       | 1     |
| 2009      | Olimpik Sarajevo   | Bosna in Hercegovina | I    | 5        | 0     |
| 2010      | Krško              | Slovenija            | II   | 13       | 0     |
| 2011      | Metalurg Skopje    | Makedonija           | I    | 8        | 1     |
| 2011      | Pogradeci          | Albanija             | I    | 10       | 0     |
| 2012      | Škumbini Pečin     | Albanija             | I    | 5        | 0     |
| 2012-2013 | Anagennisi Epanomi | Grčija               | II   | 12       | 0     |
| 2013-2014 | Grenchen           | Lihtenštajn          | I    | 24       | 0     |
| 2014-     | Old Boys           | Švica                | III  | 7        | 0     |